# Pristurus abdelkuri
Pristurus abdelkuri là một loài thằn lằn thuộc họ Sphaerodactylidae được tìm thấy trên đảo Abd al Kuri.